# Hippotion rosea
Hippotion rosea är en fjärilsart som beskrevs av Adolf G. Closs 1911. Hippotion rosea ingår i släktet Hippotion och familjen svärmare. Inga underarter finns listade i Catalogue of Life.